# ザスキア・ヒッペ
ザスキア・ヒッペ（Saskia Hippe、1991年1月16日 - ）は、ドイツの女子バレーボール選手。ドイツ代表。

## 来歴
ベルリン出身。2008年、ドイツ代表に初選出される。同年のクールマイヨール国際大会で代表デビューした。同年6-7月に行われたワールドグランプリに出場した。
2010年、日本で開催された世界選手権に出場した。2011年の欧州選手権では銀メダルを獲得、同年11月のワールドカップに出場した。
2013年9月に地元で行われた欧州選手権で銀メダルを獲得した。

## 球歴
- 世界選手権 - 2010年（7位）
- ワールドカップ - 2011年（6位）
- 欧州選手権 - 2011年（2位）、2013年（2位）
- ワールドグランプリ - 2008年（8位）、2010年（9位）、2011年（13位）、2012年（7位）、2013年（11位）

## 受賞歴
- 2010年 2009/10 Coppa CEV MVP

## 所属クラブ
- Köpenicker SC（2000-2008年）
- Dresdner SC（2008-2011年）
- キエーリ（2011-2012年）
- VK AGEL Prostějov（2012-2013年）
- シュヴェリーンSC（2013-2015年）
- SC Potsdam（2015-2016年）
- オリンピアコス ピレウス（2016-2020年）
- ブレシアボレー （2021年）
- オリンピアコス ピレウス（2021-2022年）
- SCO Voluntari（2022-2023年）
- アスリーツ・アンリミテッド（2023年）
- ベガス・スリル（英語版）（2024年-）
- AONS Milon Nea Smyrni（2024年-）